# Даксофон
Даксофон е музикален перкусионен инструмент от групата на идиофонните инструменти.
Изработен е от немския китарист, лютиер и изобретател Ханс Райхел (Hans Reichel, 1949—2011).